# Communication based train control
Le système communication based train control (CBTC), ce qui signifie gestion des trains basée sur la communication, est un système de contrôle automatique du trafic ferroviaire (train ou métro) qui se base sur la communication continue entre le train et des ordinateurs chargés de piloter le trafic.

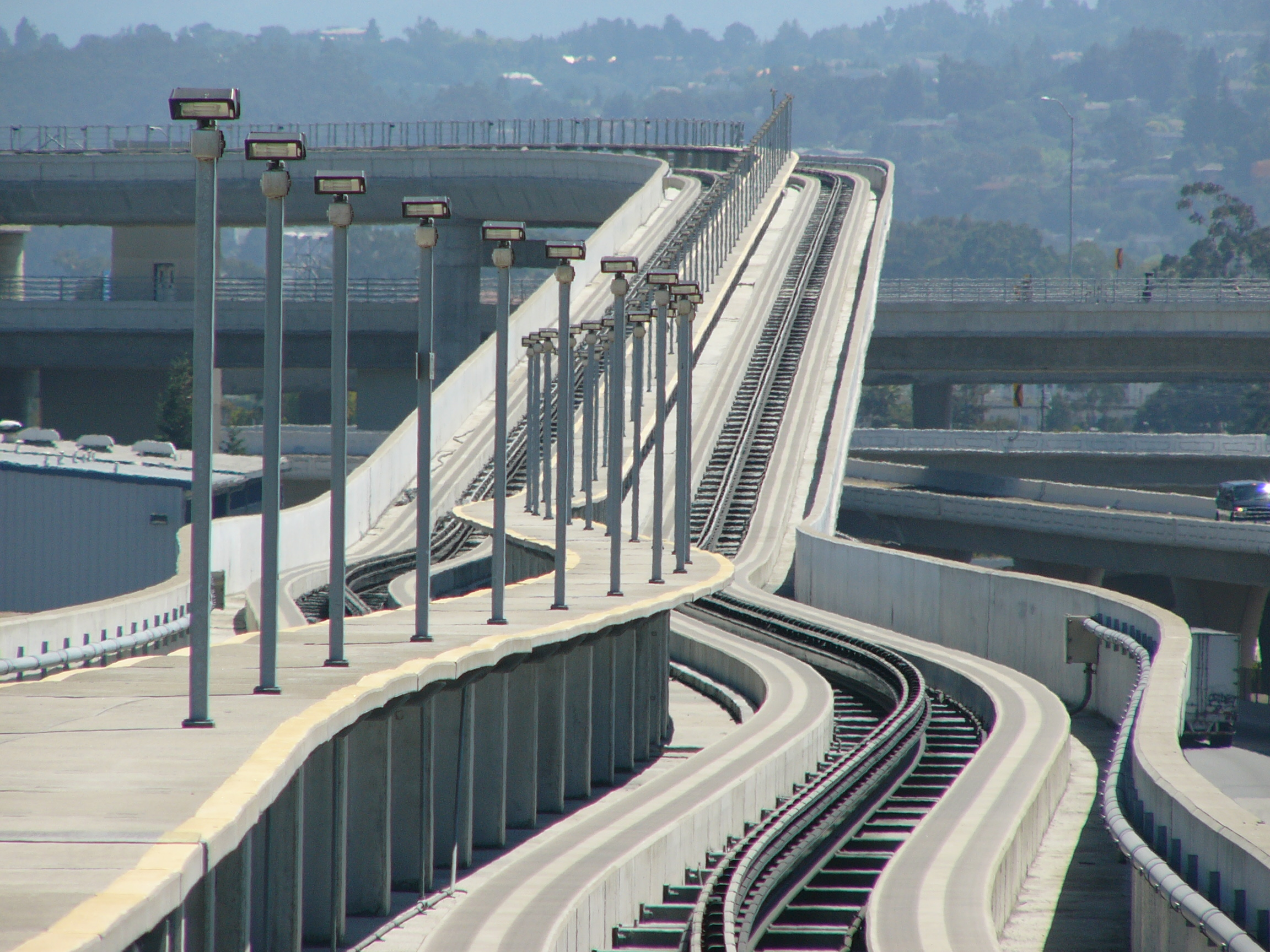
L'AirTrain de l'aéroport international de San Francisco est le premier système de transport utilisant le système CBTC avec transmission radio.

## Description
Le système CBTC permet l'exploitation d'un système de transport en se basant sur la communication continue des trains avec un ordinateur chargé de la gestion du trafic.
Le système CBTC est décrit par une norme internationale IEEE 1474, définie en 1999. D'après cette norme, les principales caractéristiques d'un CBTC sont :
- une localisation précise de la position des trains indépendante des circuits de voie ;
- une transmission bi-directionnelle haut débit entre les équipements au sol et les trains ;
- un système constitué par des ordinateurs (calculateurs de sécurité) situés à la fois au sol et dans les trains, capables de mettre en œuvre des fonctions de protection automatique des trains (en anglais : Automatic Train Protection ou ATP), ainsi que des fonctions optionnelles d'exploitation automatique des trains (communément appelée « pilotage automatique » ou en anglais : Automatic Train Operation ou ATO) et de supervision automatique des trains (en anglais : Automatic Train Supervision ou ATS).

Un ordinateur central gère les convois circulant sur des lignes situées dans sa zone d'action afin d'obtenir une fluidification du trafic et une réduction de l'intervalle de temps entre deux trains aux heures de pointe.
L'ordinateur central échange différentes informations avec un ordinateur situé à bord de chaque train à l'aide du réseau de communication.
Chaque train calcule en temps réel et communique son statut par radio aux équipements du réseau disposés le long des voies. Ce statut comprend, parmi d'autres informations, sa position exacte, sa vitesse, sa direction et sa distance de freinage minimale.
Les systèmes CBTC de dernière génération sont basés sur le concept de canton mobile déformable, évolution technologique du cantonnement. Ces cantons sont constitués de la partie de voie occupée par le train, incluant une marge de sécurité à l'avant et à l'arrière, et de la distance d'arrêt calculée à tout moment. Ils permettent de diminuer la distance de sécurité entre deux trains consécutifs.
Grâce aux systèmes CBTC, la position de chaque train et sa dynamique sont connues de manière plus précise que par les anciens systèmes de signalisation.
Le CBTC permet ainsi, de resserrer l’intervalle entre les rames, en le limitant à moins de 90 secondes, et par conséquent d’augmenter la capacité d’une ligne, et donc de retarder la mise en œuvre de travaux d’infrastructures beaucoup plus lourds à engager. On cherche continuellement à réduire ce temps, par exemple, Alstom optimise les cadences des nouveaux métros de Lille, avec un train toutes les minutes (solution Urbalis Fluence).
Les systèmes CBTC doivent conserver une haute disponibilité grâce à une architecture ne comprenant pas de point de défaillance unique.
Par sécurité, une deuxième technologie de signalisation peut être prévue pour assurer un niveau de service minimal en cas de perte partielle ou totale du système CBTC.
Les CBTC peuvent être employés pour automatiser un système existant ou bien lors de la construction d'un nouveau système de transport.

## Architecture

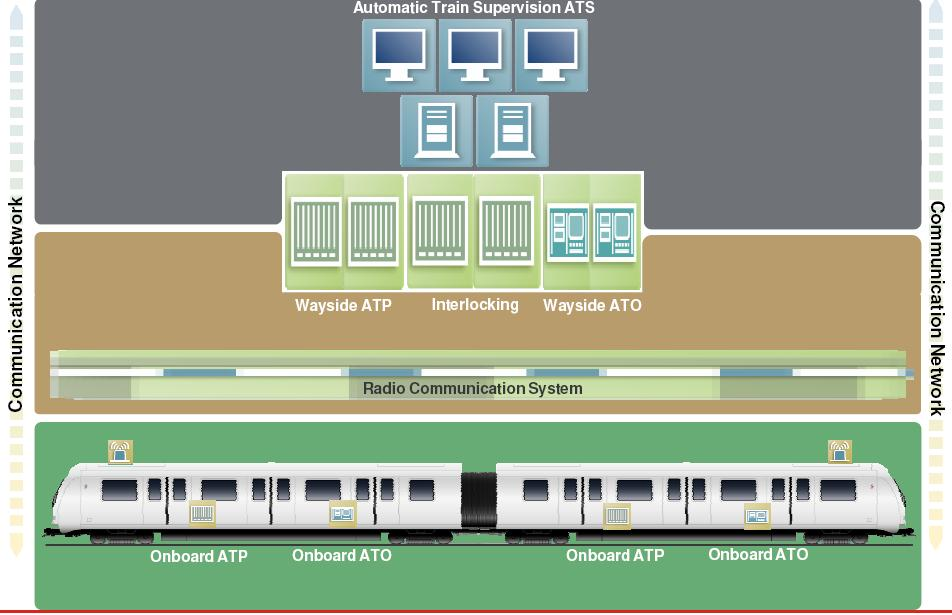
Architecture typique d'un système CBTC.

L'architecture typique d'un système CBTC moderne comprend les principaux sous-systèmes suivants :
1. Équipements CBTC en voie, qui comprend l'enclenchement et les sous-systèmes contrôlant chaque zone de la ligne ou du réseau (contenant généralement les fonctionnalités de l'ATP (en) et de l'ATO en voie). Selon les fournisseurs, les architectures peuvent être centralisées ou distribuées. Le contrôle du système est effectué à partir d'une commande centrale ATS, bien que des sous-systèmes de contrôle locaux puissent également être inclus comme solution de repli.
2. Les équipements CBTC embarqués, y compris les sous-systèmes de protection automatique des trains ATP (en) et d'exploitation automatique des trains ATO embarqués dans les véhicules.
3. Le sous-système de radiocommunication entre le train et le sol, actuellement basé sur des liaisons radio.

Ainsi, bien qu'une architecture CBTC dépende toujours du fournisseur et de son approche technique, les composants logiques suivants peuvent généralement être trouvés dans une architecture CBTC typique :
- Sous-système ATP embarqué. Ce sous-système est chargé du contrôle continu de la vitesse du train en fonction du profil de sécurité et de l'application du frein si nécessaire. Il est également chargé de la communication avec le sous-système ATP en voie afin d'échanger les informations nécessaires à une exploitation sûre (envoi de la vitesse et de la distance de freinage, et réception de l'autorisation de limite de mouvement pour une exploitation sûre).
- Sous-système ATO embarqué. Il est responsable du contrôle automatique de la traction et de l'effort de freinage afin de maintenir le train sous la courbe de contrôle établie par le sous-système ATP. Sa tâche principale consiste à faciliter les fonctions du conducteur ou de l'accompagnateur, voire à faire fonctionner le train en mode entièrement automatique tout en maintenant les objectifs de régulation du trafic et le confort des passagers. Il permet également de sélectionner différentes stratégies de conduite automatique afin d'adapter la durée de fonctionnement ou même de réduire la consommation d'énergie.
- Sous-système ATP au sol. Ce sous-système gère toutes les communications avec les trains dans sa zone. En outre, il calcule les limites de l'autorisation de mouvement que chaque train doit respecter lorsqu'il circule dans la zone mentionnée. Cette tâche est donc essentielle pour la sécurité de l'exploitation.
- Sous-système ATO au sol. Il est chargé de contrôler la destination et les objectifs de régulation de chaque train. La fonctionnalité ATO en voie fournit à tous les trains du système leur destination ainsi que d'autres données telles que le temps d'arrêt (en) dans les gares. En outre, elle peut également effectuer des tâches auxiliaires et non liées à la sécurité, y compris, par exemple, la communication et la gestion des alarmes/événements, ou la gestion des commandes de saut de station/de mise en attente.
- Sous-système de radiocommunication. Les systèmes CBTC intègrent un système de radio numérique en réseau au moyen d'antennes ou de câbles rayonnants pour la communication bidirectionnelle entre l'équipement de voie et les trains. La bande des 2,4 GHz est couramment utilisée dans ces systèmes (comme pour le WiFi), bien que d'autres fréquences radio alternatives telles que 900 MHz (US), 5,8 GHz ou d'autres bandes sous licence puissent également être utilisées.
- Système ATS. Le système ATS est généralement intégré dans la plupart des solutions CBTC. Sa tâche principale est de servir d'interface entre l'opérateur et le système, en gérant le trafic conformément aux critères réglementaires spécifiques. D'autres tâches peuvent inclure la gestion des événements et des alarmes, ainsi que le rôle d'interface avec les systèmes externes. Il peut également embarquer des algorithmes de régulation de trafic ferroviaire permettant des gains de consommation ou d'aider le régulateur à revenir à  une situation nominale lors de situations dégradées (incident voyageur, poignée d'alarme tirée...).

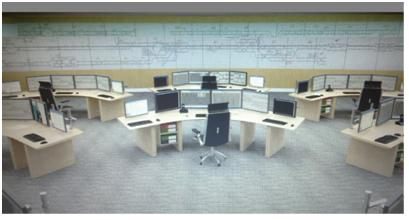
Illustration d'un centre de commandement avec système ATS.

- Système d'enclenchement. Lorsqu'il est nécessaire en tant que sous-système indépendant (par exemple comme système de secours), il sera chargé du contrôle vital des objets en bordure de voie tels que les appareils d'aiguille ou les signaux, ainsi que d'autres fonctionnalités connexes. Dans le cas de réseaux ou de lignes plus simples, la fonctionnalité de l'enclenchement peut être intégrée dans le sous-système ATP au sol.

## Technologies de communication
Plusieurs technologies sont possibles pour réaliser les échanges haut débit entre les équipements au sol et les trains. La transmission peut se faire soit :
- par tapis de sol, que l'on trouve sur les lignes de métro automatiques développées avant l'utilisation des communications radio à cet effet, comme le métro de Lille, la ligne D du métro de Lyon, ou encore les ligne 6 et anciennement ligne 14[4] du métro de Paris ;
- par les rails, comme le système SACEM sur le RER A[5] ;
- par radio, comme sur la ligne L du métro de New York exploité par la Metropolitan Transportation Authority (MTA), ou sur les ligne 1, ligne 3, ligne 4, ligne 5, ligne 9, ligne 11, ligne 13, ligne 14 exploitées par la Régie autonome des transports parisiens (RATP).

La présence sur le terrain des technologies de communication précédemment citées n'implique pas forcément la présence d'un CBTC. Par exemple, le pilotage automatique du métro de Paris utilise un tapis de sol pour la communication unidirectionnelle sol-train et est basé sur des circuits de voie. La TVM, utilisée sur les lignes à grandes vitesses en France entre autres, utilise une transmission par les rails unidirectionnelle sol-train pour la signalisation en cabine et est basée aussi sur des circuits de voie.

## Exemples de déploiement
En 1991, la ligne D du métro de Lyon a été la première ligne de métro automatique sans conducteur dans le monde, dont l'espacement des trains a été assuré par des cantons mobiles déformables ; le système est celui de Siemens Transportation Systems.
En 2003, Bombardier a déployé le premier système CBTC sur une base radio à l'aéroport de San Francisco. La même année, Alstom introduit sa technologie sur une base radio à Singapour (North East Line).
Les systèmes de contrôle commande des trains du métro de Paris (OURAGAN et OCTYS) et les CBTC en cours de déploiement dans le métro de Paris sur les lignes à conduite manuelle sont des exemples.
En 2005, pour la ligne 1 du métro de Paris, un contrat de 30,8 millions d'euros est signé avec Siemens Transportation Systems, qui a déjà réalisé l'automatisation de la ligne 14. Courant 2013, la ligne 1 est intégralement automatisée.
Le système d'automatisation de l'exploitation des trains (SAET) est le CBTC déployé et utilisé par la RATP sur  les lignes automatiques 1, 4 et 14 du métro de Paris.
En 2014, Thales a été sélectionnée par la compagnie japonaise des chemins de fer, East Japan Railway Company, pour mettre en œuvre un système de signalisation pour des lignes de trains régionaux de Tokyo. C’est la première fois qu’une société étrangère pénètre ce marché très fermé au Japon.
En 2015, Huawei et Alstom ont finalisé un projet pilote CBTC à Valenciennes des applications de données à large bande comme les systèmes d’information passagers et la diffusion continue en direct d’images en TVCF.
En 2015, Thales obtient, pour le métro de Londres, un contrat de remise à neuf des systèmes de signalisation et de contrôle afin d’augmenter la fréquence des trains. L’objectif est d’accroître d’un tiers la capacité de transport de l’ensemble des lignes.
Le 10 février 2016, la SNCF retient Siemens et Atos qui déploieront le système de signalisation NExTEO - ATS+ sur le tronçon central du RER E (entre la gare de Nanterre-La Folie et la gare Rosa-Parks).
En 2018, la Société du Grand Paris a annoncé avoir choisi les entreprises Siemens et Thales pour les systèmes d'automatisme de conduite des rames et pour les postes de commande centralisée des futures lignes de métros 15, 16 et 17 autour de Paris (Grand Paris Express). Ce contrat, qui court sur une durée de quinze ans, est évalué à 360 millions d'euros.
En 2020, Alstom remporte l’appel d’offre pour la construction de la troisième ligne de métro automatique à Toulouse. Les deux premières lignes étaient sur la base du VAL de Siemens. Trois autres entreprises étaient candidates : Siemens, Ansaldo-Hitachi et CAF associé à Thalès.
En novembre 2023, le groupement RATP, SNCF Réseau et SNCF Voyageurs retient l'offre émise par Alstom Transport qui déploiera le système de signalisation NExTEO, basée sur la solution Urbalis NExTEO, sur les lignes B et D du RER en plusieurs phases successives sur les portions retenues. Ces portions seront complétées ultérieurement par les systèmes de supervision ATS+ en domaine RFN et SAE+ sur le domaine RATP.
En novembre 2024, Alstom Transport inaugure le nouveau pilote automatique Urbalis Fluence sur la Ligne 1 du métro de Lille. Cette ligne, ainsi que son matériel, sont basées à l'origine sur le VAL de Siemens Mobility, ce qui a demandé à Alstom Transport de relever un véritable défi technique qui prendra 10 ans de retard.

Notes et références
1. ↑  ou communications-based train control, selon le titre de l'article en langue anglaise.
2. ↑  Francois Miguet, « Face aux Chinois, le français Alstom montre ses muscles », Capital, 20 octobre 2020 (consulté le 10 novembre 2020) : « Dans les nouveaux métros, comme à Lille, l’entreprise fait circuler un train toutes les minutes contre toutes les 90 secondes auparavant. ».
3. ↑  « CBTC : le système qui fait passer un train toutes les 90 secondes », sur railpassion.fr, La Vie du Rail, 9 novembre 2012 (consulté le 20 avril 2020).
4. ↑  Marcel GALLARDO (consultable sur demande auprès des archives de la RATP), « La validation des logiciels de sécurité de MÉTÉOR par la RATP », Revue générale des chemins de fer,‎ octobre 1999
5. ↑  Christian GALIVEL (consultable sur demande auprès des archives de la RATP), « LE SYSTEME SACEM », RATP Études/Projets,‎ 2e trim. 1984, p. 11-19
6. ↑  (en)Siemens Transportation Systems, « Brochure : Trainguard MT CBTC » [archive du 24 février 2011] « In 1992, Maggaly was the first driverless Moving Block CBTC for heavy metros. »
7. ↑  « Premier métro automatique sur la ligne 1 », sur challenges.fr, 3 novembre 2010 (consulté le 20 avril 2020).
8. ↑  Philippe Jacqué, « Les Français dominent le marché mondial de la signalisation ferroviaire », sur Le Monde, 8 janvier 2014 (consulté le 8 juin 2020).
9. ↑  « Alstom et Huawei finalisent le premier pilote LTE 4G destiné au métro », sur alstom.com, 29 juin 2015 (consulté le 20 avril 2020).
10. ↑  Philippe Jacqué, « Thales remporte un contrat de près de 1 milliard d’euros pour le métro de Londres », sur Le Monde, 3 août 2015 (consulté le 8 juin 2020).
11. ↑  « SNCF a retenu Siemens France pour équiper le RER E d'un nouveau système d'exploitation des trains (NExTEO) » [PDF], sur sncf.com, 10 février 2016 (consulté le 31 octobre 2016).
12. ↑  « Grand Paris : Thales et Siemens vont équiper les futurs métros automatiques », sur latribune.fr, 4 octobre 2018 (consulté le 20 avril 2020).
13. ↑  « Métro à Toulouse : le Français Alstom gagne le marché de la troisième ligne », Sud Ouest, AFP, 4 novembre 2020 (consulté le 4 novembre 2020).
14. ↑  « Alstom remporte un contrat de 300 millions d’euros pour équiper 2 lignes RER en Île-de-France avec la dernière technologie de signalisation NExTEO », sur alstom.com, 22 novembre 2023 (consulté le 24 février 2024).
15. ↑  Matteo Ferrux, « Projet de modernisation : le pilote automatique Urbalis Fluence sera officiellement en service sur la ligne 1 dès ce dimanche », MobiLille,‎ 15 novembre 2024 (lire en ligne)
16. ↑   [vidéo] « Le FIASCO du métro lillois : 10 ans de retard », Le Lil’Bertin, 11 mars 2025, 29:19 min (consulté le 10 juillet 2025)